# Ymare
Ymare és un municipi francès situat al departament del Sena Marítim i a la regió de Normandia. L'any 2007 tenia 1.114 habitants.

## Demografia

### Població
El 2007 la població de fet de Ymare era de 1.114 persones. Hi havia 372 famílies de les quals 64 eren unipersonals (28 homes vivint sols i 36 dones vivint soles), 108 parelles sense fills, 176 parelles amb fills i 24 famílies monoparentals amb fills.
La població ha evolucionat segons el següent gràfic:
Habitants censats

### Habitatges
El 2007 hi havia 386 habitatges, 376 eren l'habitatge principal de la família i 10 estaven desocupats. 377 eren cases i 7 eren apartaments. Dels 376 habitatges principals, 339 estaven ocupats pels seus propietaris, 35 estaven llogats i ocupats pels llogaters i 2 estaven cedits a títol gratuït; 1 tenia una cambra, 8 en tenien dues, 26 en tenien tres, 103 en tenien quatre i 238 en tenien cinc o més. 337 habitatges disposaven pel capbaix d'una plaça de pàrquing. A 118 habitatges hi havia un automòbil i a 247 n'hi havia dos o més.

### Piràmide de població
La piràmide de població per edats i sexe el 2009 era:
| Homes | Edats   | Dones |
| ----- | ------- | ----- |
| 0     | 95 o +  | 0     |
| 0     | 90 a 94 | 0     |
| 0     | 85 a 89 | 0     |
| 4     | 80 a 84 | 4     |
| 4     | 75 a 79 | 0     |
| 4     | 70 a 74 | 4     |
| 8     | 65 a 69 | 8     |
| 12    | 60 a 64 | 12    |
| 40    | 55 a 59 | 16    |
| 48    | 50 a 54 | 56    |
| 44    | 45 a 49 | 56    |
| 64    | 40 a 44 | 68    |
| 24    | 35 a 39 | 32    |
| 40    | 30 a 34 | 56    |
| 28    | 25 a 29 | 12    |
| 28    | 20 a 24 | 36    |
| 48    | 15 a 19 | 36    |
| 56    | 10 a 14 | 28    |
| 44    | 5 a 9   | 60    |
| 28    | 0 a 4   | 20    |

## Economia
El 2007 la població en edat de treballar era de 808 persones, 581 eren actives i 227 eren inactives. De les 581 persones actives 541 estaven ocupades (277 homes i 264 dones) i 40 estaven aturades (16 homes i 24 dones). De les 227 persones inactives 85 estaven jubilades, 85 estaven estudiant i 57 estaven classificades com a «altres inactius».

### Ingressos
El 2009 a Ymare hi havia 377 unitats fiscals que integraven 1.083,5 persones, la mediana anual d'ingressos fiscals per persona era de 23.844 €.

### Activitats econòmiques
Dels 32 establiments que hi havia el 2007, 1 era d'una empresa alimentària, 1 d'una empresa de fabricació de material elèctric, 4 d'empreses de construcció, 4 d'empreses de comerç i reparació d'automòbils, 4 d'empreses de transport, 3 d'empreses d'hostatgeria i restauració, 3 d'empreses immobiliàries, 5 d'empreses de serveis, 4 d'entitats de l'administració pública i 3 d'empreses classificades com a «altres activitats de serveis».
Dels 6 establiments de servei als particulars que hi havia el 2009, 1 era un paleta, 1 lampisteria, 2 empreses de construcció, 1 restaurant i 1 agència immobiliària.
Dels 2 establiments comercials que hi havia el 2009, 1 era una botiga de menys de 120 m² i 1 una botiga de material de revestiment de parets i terra.
L'any 2000 a Ymare hi havia 3 explotacions agrícoles.

## Equipaments sanitaris i escolars
L'únic equipament sanitari que hi havia el 2009 era un psiquiàtric.
El 2009 hi havia 1 escola maternal i 1 escola elemental.

## Poblacions més properes
El següent diagrama mostra les poblacions més properes.